# 弗里德里克·于洛
弗里德里克·于洛（法語：Frédéric Hulot；1927年12月6日—2017年3月3日）是法國歷史學家、小說家，主要研究方向為拿破崙戰爭時期的法國帝國元帥。曾撰寫一系列的歷史小說，與非虛構作品的帝國元帥傳記。